# Хорњи Вјестоњице
Хорњи Вјестоњице (чеш. Horní Věstonice) је насељено мјесто са административним статусом сеоске општине (чеш. obec) у округу Брецлав, у Јужноморавском крају, Чешка Република.

## Становништво
Према подацима о броју становника из 2014. године насеље је имало 446 становника.